# Каннонкоски
Каннонкоски (фин. Kannonkoski) — община в провинции Центральная Финляндия, Финляндия. Общая площадь территории — 549,62 км², из которых 104,87 км² — вода.
Муниципалитетом было начато строительство реабилитационного центра для людей с психическими расстройствами.

## Демография
На 31 января 2011 года в общине Каннонкоски проживают 1570 человек: 803 мужчины и 767 женщин.
Финский язык является родным для 98,92 % жителей, шведский — для 0,13 %. Прочие языки являются родными для 0,95 % жителей общины.
Возрастной состав населения:
- до 14 лет — 14,65 %
- от 15 до 64 лет — 56,62 %
- от 65 лет — 29,17 %

Изменение численности населения по годам:
| Год  | Численность |
| ---- | ----------- |
| 1980 | 2201        |
| 1990 | 1947        |
| 2000 | 1741        |
| 2010 | 1577        |
| 2011 | 1570        |